# Philippe Bréjean
 (juillet 2011).
Si vous disposez d'ouvrages ou d'articles de référence ou si vous connaissez des sites web de qualité traitant du thème abordé ici, merci de compléter l'article en donnant les références utiles à sa vérifiabilité et en les liant à la section « Notes et références ».
Philippe Bréjean, de son vrai nom Gabriel Benhamou, est un chanteur, animateur de télévision, auteur-compositeur et producteur musical français. Il a aussi utilisé en tant que compositeur le nom de Gary Sandeur.

## Biographie
Issu d'une famille de musiciens, il commence le piano tout enfant, et après avoir obtenu ses diplômes de piano, de solfège et d'harmonie à l'âge de 14 ans, il fonde le groupe de rock « Les Blackers » avec André de Véra, alias « Le Magicien ».
Il est ensuite devient le pianiste-répétiteur de Jean Lumière (connu comme professeur de chant de Mireille Mathieu, Zizi Jeanmaire, Rika Zarai, Marcel Amont, Sacha Distel, etc.).
Au cours des années 1970 il est lui-même chanteur, puis animateur de télévision sur RMC  : il est notamment un des créateurs du jeu « La Clé d'or » présenté par Jean-Pierre Foucault et Frédéric Gérard.
Dans les années 1980, il quitte la télévision et écrit des chansons pour Dalida, Annie Cordy, Hervé Villard, etc.
Quelques années plus tard, il se spécialise dans la musique de film, de jingle radio, de films classés X et de génériques télévisés, puis compose la musique du film Massacres, sorti en 1991.
Aujourd'hui producteur de Hibou Music, spécialisé dans l'illustration musicale TV, radio, film, publicité, multimédia avec plus de 105 500 fichiers musicaux.

## Discographie
D'après l'encyclopédie du disque
- 1970 : Viens / Mona Lisa (Fontana / Série Parade)
- 1971 : Vive les femmes / Si c’est notre histoire (Fontana)
- 1972 : Quand c’est lundi / Pourquoi m'aimait-elle (Fontana / Série Parade / Phonogram)
- 1972 : Y’a du soleil (C’est beau, c’est bon, c’est chaud) / Il y aura (Fontana / Série Parade / Phonogram)
- 1973 : Quand la chance est là / Parle-moi de cette fille (Fontana / Série Parade / Phonogram)
- 1973 : Des fleurs, des filles et des chansons / Quelqu'un s'en va (Fontana / Phonogram)
- 1973 : Lady Pop / 	Pour être toujours en forme  (Fontana)
- 1974 : Un coin pour les amoureux / Va, Lili, va (Philips / Phonogram)
- 1975 : Le Musicœur / De quelle couleur (RCA Victor)
- 1976 : Les Mots d’amour / Zarathoustra (RCA Victor)
- 1977 : Madame Josette / Il fait bleu	(Telson - CAN)

## Filmographie
- 1976 : Lèvres humides de Éric de Winter
- 1977 : Perversités suédoises de Jean-Claude Roy
- 1978 : Les Zizis en folie de Jean-Claude Roy
- 1984 : Je t'offre mon corps de Michel Lemoine
- 1984 : Le Verdict des Gitans de Gilbert Roussel